# Rudolf Karlowa

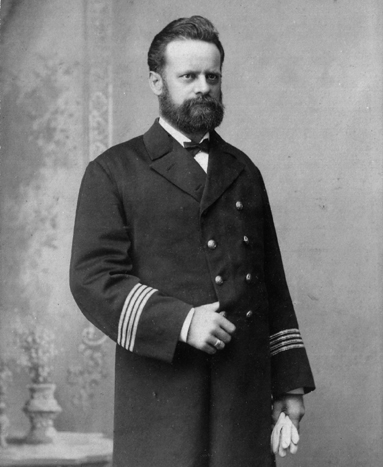
Kapitän T.R.F. Karlowa ca. 1883

1. Kommando, die Bark Miranda 1868–70

Theodor Rudolf Ferdinand Karlowa (* 30. August 1844 in Braunschweig; † 14. Juni 1913 in Voßloch, Kreis Pinneberg, Schleswig-Holstein) war ein deutscher Seemann und Kolonialbeamter.

## Lebensgeschichte
Rudolf Karlowa hat sich um die Erforschung von Meereswellen verdient gemacht hat. Er war der erste deutsche Seemann, der die fast vergessenen Versuche Benjamin Franklins zum Ölen der Brechseen in systematischer Weise wieder aufnahm und dann in seiner preisgekrönten Schrift Die Verwendung von Öl zur Beruhigung der Wellen (Hamburg 1888) Regeln zur Beruhigung der Wellen durch Öl aufstellte, die anschließend große Anwendung fanden.
Karlowa ging 1866 auf die Navigationsschule in Hamburg. Während einer Ostindienreise der für die Hamburger Reederei H.A. & C.R. Watty fahrenden Bark Miranda übernahm er am 24. August 1868 als 1. Steuermann (mit 24 Jahren) nach dem Tod des Kapitäns Joh. Peter Chris. Carl Möller nach dem Auslaufen aus Hongkong die Schiffsführung bis nach Shanghai. Hier erhielt er am 14. September 1868 offiziell sein erstes Kommando als Kapitän und führte das Schiff während der folgenden 2 Jahre in chinesischen und japanischen Gewässern nach Honolulu, bevor über die Bakerinsel und rund Kap Hoorn die Heimreise nach Hamburg erfolgte, wo es am 23. Juli 1870 wieder einlief.
1871 trat er in den Dienst der Hamburg-Amerikanische Packetfahrt-Actien-Gesellschaft, für die er sein weiteres Leben lang auf der Nordatlantikroute fuhr. Zunächst offenbar als Schiffsoffizier, sein erstes Kommando ist für 1877 auf der Vandalia verzeichnet. Am 1. Mai 1889 erwarb er sich Verdienste um die Rettung von 168 Passagieren, Schiff und Besatzung, als auf seinem Schiff Rugia zwischen New York und Plymouth eine Ladung Baumwolle in Brand geriet und nur durch äußerst entschlossenes Handeln eine Katastrophe verhindert wurde. Für die Reederei kommandierte er u. a. die Schiffe Teutonia (2), Thuringia, Allemannia, Bohemia, Rhaetia, Suevia, Wieland, Palatia, Pretoria und als letztes Schiff 1902 die Blücher (zu den Schiffen siehe Liste der HAPAG-Seeschiffe 1848–1970). Auch sein Bruder F. Karlowa war Schiffsoffizier bei der HAPAG. Dieser verlor als 1. Offizier 1883 bei der Cimbria-Katastrophe sein Leben.
1906 bis 1908 war Karlowa Bezirksamtmann des Bezirkes Friedrich-Wilhelmshafen von Deutsch-Neuguinea. Davor war er mehrere Jahre auf der Gazelle-Halbinsel der Insel Neupommern der Kolonie gewesen.